# Udayapur (Banke)
Udayapur (nep. उदयपुर) – gaun wikas samiti w zachodniej części Nepalu w strefie Bheri w dystrykcie Banke. Według nepalskiego spisu powszechnego z 2001 roku liczył on 520 gospodarstw domowych i 3025 mieszkańców (1434 kobiet i 1591 mężczyzn).